# Landgreven
Landgreven er en gade og plads i Indre By i København, der forbinder Borgergade med Store Kongensgade.
Landgreven blev anlagt som en del af et byfornyelsesprojekt i 1950'erne. Navnet kommer fra en privat have og en beværtning ved navn Landgreven af Hessen, der lå på stedet i 1700-tallet. Under pesten i Danmark 1710-1711 blev haven brugt som assisterende kirkegård for Nikolaj Kirkegård. Da den nye, store Assistenskirkegård ude på Nørre Fælled toges i brug 1760, blev Landgreven
lukket.

## Bygninger og beboere
Ved Borgergade ligger burgerbaren Gasoline Grill, der åbnede i en tidligere tankstation i 2016. I 2017 blev en af deres burgere valgt som en af verdens 27 bedste af Bloomberg News.
Bygningskomplekset Landgreven 3 / Store Kongensgade 27 stammer fra 1851. Det blev restaureret af Tage Nielsens Tegnestue og Hans Munk Hansen for Boligfonden Bikuben i 1985. De minimalistiske malerier på de fire gavle, der vender ud mod Landgreven, blev udført af kunstneren Ole Schwalbe ved samme lejlighed. Nabobygningen Landgreven 7 / Borgergade 2-14 / Gothersgade 12-14 blev opført i 1943-1944 efter tegninger af Thorvald Dreyer.
Landgreven 2-6 er en kontorbygning fra 1960, der blev tegnet af Ole Falkentorp. Landgreven 10 er fra 1958.